# Тайбола
Тайбола (рос. Тайбола) — станція у Кольському районі Мурманської області Російської Федерації.
Населення становить 14 осіб. Належить до муніципального утворення Пушненське сільське поселення .

## Населення
| 2002 | 2010 |
| ---- | ---- |
| 85   | ↘14  |